# 沟瓣木属
沟瓣木属（学名：Glyptopetalum）是卫矛科下的一个属，为灌木植物。该属共有27种，分布于亚洲南部及东南部。